# Edward Nairne
Edward Nairne est né à Sandwich, en Angleterre. Il a été apprenti chez l'opticien Matthew Loft en 1741 et a établi sa propre entreprise au 20 Cornhill à Londres après la mort de Loft en 1748. En 1774, il a pris son apprenti Thomas Blunt comme partenaire, une relation qui a duré jusqu'en 1793 lorsque Blunt a ouvert son propre magasin au 22 Cornhill.
Nairne a fait breveter plusieurs machines électriques, dont un générateur électrostatique constitué d'un cylindre de verre monté sur des isolateurs en verre ; l'appareil peut fournir de l'électricité positive ou négative, et était destiné à un usage médicinal. Dans la huitième édition du manuel d'instructions de cet appareil, il affirme que « l'électricité est presque une spécificité dans certains troubles, et mérite d'être tenue en très haute estime pour son efficacité dans beaucoup d'autres ». Il recommandait son utilisation pour les troubles nerveux, les contusions, les brûlures, les écailles, les yeux injectés de sang, les maux de dents, la sciatique, l'épilepsie, l'hystérie, les agues, etc. Il a également apporté des améliorations au microscope de Cuff, le construisant dans un boîtier portable et l'appelant microscope de poitrine.
Au début des années 1770, Edward Nairne a construit le premier baromètre marin réussi en resserrant le tube de verre entre la citerne[Quoi ?] et la plaque de registre[Quoi ?][pas clair]. L'instrument était suspendu à des cardans montés dans un cadre autoportant pour assurer une stabilité supplémentaire. Le premier baromètre marin de Nairne a été envoyé lors du deuxième voyage de James Cook dans le Pacifique Sud.
L'une des premières références au caoutchouc en Europe remonte à 1770, lorsque Edward Nairne vendait des cubes de caoutchouc naturel dans son magasin du 20 Cornhill. Ces cubes, destinés à être des gommes, se vendaient au prix étonnamment élevé de 3 shillings par cube d'un demi-pouce. On attribue à Nairne la création de la première gomme à effacer. Avant d'utiliser le caoutchouc, les miettes de pain étaient utilisées comme gommes. Nairne dit qu'il a ramassé par inadvertance un morceau de caoutchouc à la place de la mie de pain, qu'il a découvert ses propriétés effaçantes et qu'il a commencé à vendre des gommes en caoutchouc.
Nairne contribuait régulièrement aux Philosophical Transactions de la Royal Society of London, et fut élu membre de cette institution en 1776. Il jouissait d'une grande réputation internationale, et était en correspondance avec Benjamin Franklin pour qui il a fabriqué un jeu d'aimants et un télescope vers 1758. En 1770, il est élu membre de l'American Philosophical Society, fondée par Franklin. Toujours sur la recommandation de Franklin, on lui demande de fournir des instruments pour la collection endommagée par un incendie à l'université de Harvard.
Il meurt le 1er septembre 1806 à Londres, en Angleterre.